# Amimitl
Amimitl, nella mitologia azteca, era il dio dei laghi e dei pescatori. Veniva anche definito "freccia d'acqua" e, secondo Torquemada, veniva venerato in particolare a Cuitlahuac. Il dio della pesca colpiva le vittime della sua ira con malattie, i sintomi delle quali erano caratterizzati dalla secrezione  di sostanze liquide. 
Secondo uno studio dello storico gesuita messicano Francisco Xavier Clavigero ("Storia Antica del Messico"), Amimitl verrebbe identificato con Opochtli, il dio dei fabbricanti di reti e dei pescatori che usano reti.

## Inno a Amimitl
Inno di antica origine cichimeca, la lingua Nahuatl, nella quale è stato trascritto, pare non renda perfettamente il significato, anche se si tratta inequivocabilmente di un accompagnamento alla danza.
- 1. Cotiuana, cotiuana, cali totoch maca huiya yyalimanico, oquixanimanico, tlacochcalico, oua, yya yya, matonicaya, matonicalico, oua yya yo, çana, çana, ayoueca niuia, çana canoya, ueca niuia, yya, yya, yyeuaya, çana, çana, yeueua niuia.
- 2. Ye necuiliyaya, niuaya, niuaya, niuaya, ay ca nauh niuahuaya, niuaya, niuaya, ay ca nauh.
- 3. Tlaixtotoca ye ca nauhtzini, tlaixtotoca ye ca nauhtzini, ayoaya, yoaya, ye ca nauhtzini.
- 4. Aueya itzipana nomauilia, aueya itzipana nomauilia, aueya itzipana nomauilia.

Var. i. Manca. Matinicaya.
- 1. Unite le mani, nella casa, prendetevi per mano e seguite questi passi, spingetele in avanti, spingetele in avanti nella sala delle frecce. Unite le mani, unite le mani nella casa, per questo, per questo sono venuto, sono venuto..
- 2. Si, sono venuto, ed altri quattro ho portato con me, si sono venuto, e quattro sono con me.
- 3. Quattro nobili, scelti con cura, quattro nobili, scelti con cura, si, quattro nobili.
- 4. Si presentano in persona davanti al suo cospetto,  si presentano in persona davanti al suo cospetto, si presentano in persona davanti al suo cospetto, si presentano in persona davanti al suo cospetto.